# Hochwüste (Oregon)
Koordinaten: 43° 18′ 57,8″ N, 118° 47′ 3″ W

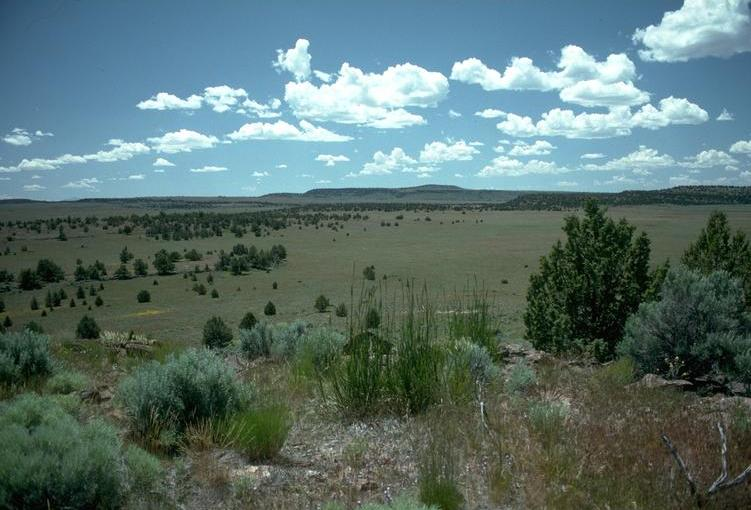
Die Hochwüste Oregons bei Frenchglen, Harney County

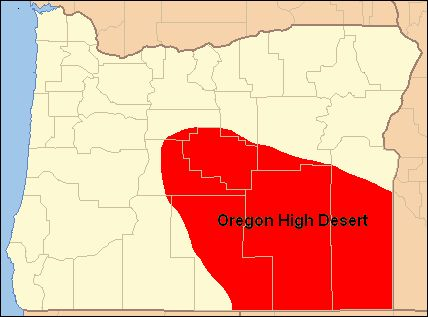
Ausbreitung der Hochwüste Oregons

Als Hochwüste Oregons (engl. Oregon High Desert, im 19. Jahrhundert zumeist Great Sandy Desert) wird eine im südöstlichen Teil Oregons gelegene Region bezeichnet. Mit einer durchschnittlichen jährlichen Regenmenge von 380 mm weist dieser Teil Oregons zwar ein trockeneres Klima als der Westen des Bundesstaates auf, gleicht aber mit seiner Vegetation eher einer Steppe oder einem Buschland als einer Wüste. Die Region liegt im Schnitt 1200 Meter über dem Meeresspiegel und erstreckt sich über die Countys Crook, Deschutes, Harney, Lake und Malheur.
Morphologisch handelt es sich um den nordwestlichsten Teil des Großen Beckens. Die Geländestruktur ist überwiegend flach, mit einzelnen Horst- und Graben-Elementen. Diese bilden große Becken, im größten liegt der Malheur Lake.
Bis zur Mitte des 19. Jahrhunderts war die Hochwüste Oregons allein von den Nördlichen Paiute besiedelt. In den 1850er und 1860er Jahren begannen weiße Siedler, die Kaskadenkette von Westen her zu überqueren und sich in der Hochwüste niederzulassen. Im Jahr 1866 wurde Camp Warner, ein Außenposten der United States Army errichtet. Die erste Stadt der Region war das im Jahr 1871 gegründete Prineville in Crook County. Gemeinsam mit Lakeview, Burns und Bend gehört Prineville heute zu den größten Städten in der Hochwüste.
Weite Teile der Hochwüste werden vom Bureau of Land Management, einer dem amerikanischen Innenministerium unterstellten Behörde, verwaltet. Der überwiegende Teil des im behördlichen und privaten Besitz befindlichen Landes wird für Ranching genutzt. Der Nutzpflanzenanbau ist wegen des trockenen Klimas zumeist nur mittels Bewässerung möglich; er wird dominiert vom Anbau von Viehfutter wie Luzerne und Heu.
Typische Säugetiere der Hochwüste Oregons sind der Gabelbock, der Kojote, der Maultierhirsch, der Eselhase und der Puma. Typische Vögel der Region sind das Beifußhuhn, die Schopfwachtel, die Bergspottdrossel und der Präriefalke. Die am häufigsten vorkommenden Pflanzen der Region sind der Westamerikanische Wacholder, der Wüsten-Beifuß und das Wollige Wollblatt.